# Kunzova vila
Kunzova vila je sídelní vila v Hranicích, která byla postavena v roce 1897 podle návrhu architekta Jana Kříženeckého a Josefa Pokorného v novobarokním slohu na adrese Třída 1. Máje 328, pro zdejšího podnikatele a majitele První moravské továrny na vodovody a pumpy Antonína Kunze. Vila byla postavena jako součást továrního areálu. Objekt je od roku 1991 chráněn jako kulturní památka.

## Historie
Výstavbu vily zadal roku 1896 hranický továrník Antonín Kunz jakožto zhotovení rodinného domu se sídlem firmy. Návrh stavby vypracovali pražští architekti Jan Kříženecký a Josef Pokorný. Stavitelem byl Ing. Zachariáš Herrmann z Hranic. Stavba měla bohatě zdobený interiér.
Kunz patřil k nejbohatším podnikatelům ve městě i na celé Moravě. Jeho firma zabývala instalací a stavbou vodovodních systému budov či měst a obcí, takových systémů podnik realizoval v 1056 obcích a 146 městech. Podnik se stal s vrcholným počtem až 500 zaměstnanců jedním z největších zaměstnavatelů v kraji.
V letech 1907 až 1908 bylo pak mezi Hrabůvkou a Radíkovem vybudováno rodinné letní sídlo Kunzových, napodobenina gotického hradu, Kunzov.

## Architektura stavby
Vila třípodlažní volně stojící budova s mansardovou střechou. Nese bohatou novobarokní štukovou a sochařskou výzdobu. Nachází se zde několik balkonů, v jejím severozápadním cípu se nachází zastřešená vyhlídková terasa zakončená imitací cimbuří, připomínající věž. Původně byl projektován jako obytná vila s kanceláří Antonína Kunze. Součástí pozemku stavby je rovněž zahrada s ohradní zdí.
Stavba je jednou z mála realizací Kříženeckého a Pokorného, oba nedlouho poté opustili architekturu a začali se zabývat podnikáním v oboru kinematografie.